# John Stacey Adams
John Stacey Adams (ur. 1925 w Belgii, zm.  14 maja 1984 w Chapel Hill, Orange County, North Carolina, Stany Zjednoczone) – amerykański psycholog, zajmujący się zachowaniem w miejscach pracy. Twórca (w 1965 roku) teorii sprawiedliwości stosowanej w ramach rozważań nad motywacją w pracy (ang. equity theory on job motivation).

## Teoria sprawiedliwości
Teoria sprawiedliwości opracowana przez Adamsa opiera się na założeniu, że ważnym czynnikiem motywacji, efektywności i zadowolenia jest indywidualna ocena przez pracownika sprawiedliwości czy słuszności otrzymanej nagrody. Sprawiedliwość można określić jako stosunek nakładów pracy pracownika do uzyskanych przez niego nagród w porównaniu do nagród przyznawanych innym za podobne nakłady. Proces porównania wygląda następująco:
Według teorii sprawiedliwości motywacja danej jednostki jest skutkiem odczuwania przez nią zadowolenia z tego, co otrzymuje w zamian za poniesiony wysiłek, proporcjonalnie do tego wysiłku. Ludzie oceniają sprawiedliwość uzyskiwanych przez siebie nagród, porównując je albo z nagrodami uzyskiwanymi przez innych za podobne nakłady, albo z jakimś innym stosunkiem wysiłków do nagród, jaki im przychodzi na myśl. Kiedy uważają, że wystąpiła niesprawiedliwość, narasta u nich stan napięcia, które starają się rozładować, odpowiedni modyfikując swoje zachowanie, np. przez zmniejszenie własnych wysiłków. Pracownik może, więc mieć poczucie, że jego wysiłki zostały sprawiedliwie nagrodzone, zbyt nisko lub zbyt wysoko. Poczucie sprawiedliwości jest, więc rezultatem równości obu stosunków. Dyskusje i badania prowadzone w ramach teorii sprawiedliwości skupiają uwagę na pieniądzach jako najbardziej znaczącej nagrodzie w miejscu pracy.
Wnioski:
1. Jeżeli nagrody mają motywować pracowników muszą być odbierane jako rzetelne i sprawiedliwe.
2. Trzeba brać pod uwagę również innych, z którymi pracownik się porównuje.